# Docteur ?
Pour plus de détails, voir Fiche technique et Distribution.
Docteur ? est une comédie française réalisée par Tristan Séguéla, sortie en 2019. Un médecin de nuit à Paris, joué par Michel Blanc se voit contraint, la nuit de Noël, de « déléguer » les soins apportés à divers patients à un livreur Uber Eats, joué par Hakim Jemili.

## Synopsis
La nuit de Noël, à Paris, Serge Mamou Mani (Michel Blanc), médecin bourru, blasé et porté sur l'alcool est le seul médecin de garde de nuit des « Médecins de Paris », service médical libéral d'urgence à domicile.
Il est obligé d'assurer cette garde, à cause de multiples libertés qu'il a prises avec son métier et parce qu'il a l'ordre des médecins sur le dos. Alors que les consultations s'enchaînent à un rythme effréné, Serge reçoit l'appel de Rose (Solène Rigot), ex-compagne de son fils, qui lui demande de venir de toute urgence. Sur place, il la retrouve inanimée, après avoir avalé trop d'anxiolytiques. Il rencontre Malek (Hakim Jemili), un livreur Uber Eats venu porter une choucroute commandée par Rose. En attendant le Samu, Serge demande à Malek d'aller remettre pour lui un renouvellement d'ordonnance à un patient qui attend depuis deux heures. Finalement, après s'être bloqué le dos, il finit par l'embaucher pour la nuit pour monter chez les patients à sa place. Malek se fait alors passer pour le médecin, Serge restant assis dans la voiture, en bas des domiciles, et guidant Malek à distance à l'aide de son téléphone portable. Il écoute les conversations entre Malek et les patients, mais qu'un mauvais son l'oblige souvent à lui faire répéter, et donne alors ses instructions et son diagnostic par l'oreillette que porte Malek. Au gré des interventions, Malek fait face aux doutes d'un père chirurgien quand il examine son fils pour une laryngite, doit accoucher une femme, l'obligeant alors à aller chercher Serge en le portant sur son dos. Il soigne aussi un de ses anciens clients Uber, soi-disant victime d'une intoxication alimentaire mais qui veut un arrêt maladie de complaisance, et qui ne le reconnaît pas. Pour se venger de ce client qui avait été désagréable lors de sa livraison Uber, Malek lui fait croire qu'il a une maladie grave. Il sauve également, sur le diagnostic de Serge, une famille d'une intoxication au monoxyde de carbone.
Malek apprend au cours de la nuit que Rose était la compagne du fils de Serge, mort dans une avalanche pendant des vacances de Noël. Alors que Serge s'est endormi dans la voiture, Malek décide d'aller chercher Rose à l'hôpital.
Malek est devenu chauffeur Uber et potasse ses cours de médecine dans sa voiture. Un client, celui à qui il avait fait croire à une maladie grave, arrive. Ne le reconnaissant toujours pas, toujours désagréable, celui-ci demande de le conduire à l'aéroport d'Orly avant que Serge n'appelle pour « une urgence ». Malek annule alors la course et fait descendre son client de sa voiture.

## Fiche technique
- Réalisation : Tristan Séguéla
- Scénario : Tristan Séguéla et Jim Birmant
- Producteur : Bruno Nahon
- Productrice : Caroline Nataf
- Directeur de la photographie : Frédéric Noirhomme
- Chef monteur : Grégoire Sivan
- Attachés de presse : Elsa Grandpierre et Laurent Renard
- Sociétés de production : Unité de production, coproduit par France 2 Cinéma, en association avec la SOFICA Sofitvciné 7
- Sociétés de distribution : Apollo Films (France), Other Angle Pictures - Pandora Filmes (International)
- Budget : 5,89 millions d'euros
- Pays de production :  France
- Langue originale : français
- Format : couleur
- Genre : comédie
- Durée : 88 minutes
- Date de sortie :
  - France : 11 décembre 2019

## Distribution
- Michel Blanc : Serge Mamou Mani, médecin de garde de nuit, bourru, blasé, porté sur l'alcool
- Hakim Jemili : Malek, livreur d'Uber Eats
- Solène Rigot : Rose, l'ex-compagne du fils de Serge
- Artus : Wilfried
- Franck Gastambide : Grisoni, le client d'Uber
- Fadily Camara : Sonya Derringer, la femme qui accouche
- Lucia Sanchez : Mme Dos Santos
- Jacques Boudet : M. Xanakis, le vieux patient
- Ophélia Kolb : Marjolaine Joffrin
- Maxence Tual : Henri Joffrin
- Natalie Beder : Constance Schneider
- Nicolas Vaude : Charles Schneider, le chirurgien
- Marie-Christine Adam : Mme Schneider
- Marius Yelolo : le patient à la lombalgie
- Chantal Lauby (voix) : Suzy, la voix du standard de Médecins de Paris

## Production

### Lieux de tournage
Le film est tourné à Paris. Certaines scènes se situent dans la rue Désiré-Ruggieri dont on aperçoit l'entrée du n° 9 où réside Rose, adresse citée dans le film.

## Accueil

### Box-office
| Pays ou région | Box-office      | Date d'arrêt du box-office | Nombre de semaines |
| -------------- | --------------- | -------------------------- | ------------------ |
| France         | 790 767 entrées | 18 février 2020            | 10                 |
| Total mondial  | 6 130 990 $     | -                          | -                  |

## Distinctions

### Récompense
- Prix des lycéens au 28e festival du film de Sarlat en 2019[3]
- Grand Prix du festival international du film de comédie de Liège en 2019